# Nerea Ahedo Ceza
Nerea Ahedo Ceza, née le 31 mars 1966, est une femme politique espagnole membre du Parti nationaliste basque (PNV). 

## Biographie
Elle est mariée.

### Carrière politique
Le 20 décembre 2015, elle est élue sénatrice pour Biscaye au Sénat et réélue en 2016.
Au Sénat, elle est porte-parole adjointe du groupe parlementaire basque.